# 熊本市電川尻線
川尻線（かわしりせん）は、かつて熊本県熊本市の河原町停留場から川尻町停留場までを結んでいた、熊本市交通局（熊本市電）の軌道路線。1965年（昭和40年）をもって廃線となった。

## 歴史
熊本電気軌道が、熊本軌道から経営を引き受けた百貫線の赤字穴埋めとして敷設した路線。当初は八代郡八代町（現・八代市）までの路線を申請していたが、国鉄鹿児島本線との競合が懸念されることから、川尻までしか認可されなかった。
熊本市河原町から川尻までを専用軌道を6分間隔で運行していた。熊本電気軌道が熊本市に買収されるのに伴って熊本市電の1路線となり、それから間もなく幹線に直通し辛島町停留場（一部は辛島町より春竹線）まで運行されるようになり、その際に起点の河原町停留場を通過するようになった。
- 1924年（大正13年）10月10日 熊本電気軌道に対し軌道特許状下付（熊本市河原町-飽田郡川尻町間）[1][2]。
- 1926年（大正15年）
  - 3月6日：軌道特許状下付（熊本市春日町-同市出水町間）[3][2]。
  - 10月12日：世安橋 - 岡町間開業[2]。
- 1927年（昭和2年）
  - 4月19日：岡町 - 川尻町間開業[2]。
  - 4月27日：泰平橋 - 世安橋間開業[2]。
  - 5月25日：迎町 - 泰平橋間開業[2]。
  - 9月8日：河原町 - 迎町間開業[2]。
- 1945年（昭和20年）12月1日：百貫線とともに熊本市に買収[4]。
- 1946年（昭和21年）2月6日：軌道起業廃止許可（熊本市春日町-同市出水町間）[5]。
- 1959年（昭和34年）4月1日：川尻線と幹線辛島町方面の直通開始により、河原町停留場を経由しなくなる。
- 1965年（昭和40年）2月21日：河原町 - 川尻町間全線廃止。

## 停留場一覧
- 全停留場が熊本県熊本市に所在。
- 接続路線は廃線当時のもの。

| 停留場名         | 駅間 キロ | 累計 キロ | 接続路線                          |
| ---------------- | --------- | --------- | --------------------------------- |
| 河原町停留場     | -         | 0.0       | 熊本市電：幹線                    |
| 迎町停留場       | 0.2       | 0.2       |                                   |
| 泰平橋停留場     | 0.6       | 0.8       |                                   |
| 白川橋停留場     | 0.4       | 1.2       |                                   |
| 世安橋停留場     | 0.5       | 1.7       |                                   |
| 世安車庫前停留場 | 0.5       | 2.2       |                                   |
| 十禅寺町停留場   | 0.3       | 2.5       |                                   |
| 平田町停留場     | 0.4       | 2.9       |                                   |
| 上近見停留場     | 0.5       | 3.4       |                                   |
| 日吉校前停留場   | 0.6       | 4.0       |                                   |
| 下近見停留場     | 0.4       | 4.4       |                                   |
| 刈草停留場       | 0.4       | 4.8       |                                   |
| 高江町停留場     | 0.8       | 5.6       |                                   |
| 宮ノ前停留場     | 0.7       | 6.3       |                                   |
| 川尻駅前停留場   | 0.4       | 6.7       | 日本国有鉄道：鹿児島本線 ⇒ 川尻駅 |
| 岡町停留場       | 0.4       | 7.1       |                                   |
| 川尻町停留場     | 0.4       | 7.5       |                                   |

### 廃止停留場
全線廃止前に廃止された停留場。
- 上高江停留場：1926年10月26日開業、廃止年月日不明。
- 下高江停留場：1931年以前開業、廃止年月日不明。
- 田町停留場：1927年4月19日開業、廃止年月日不明。

## 未成線
河内村仏崎 - 小島町下松尾